# Estrellas de neutrones en la ficción

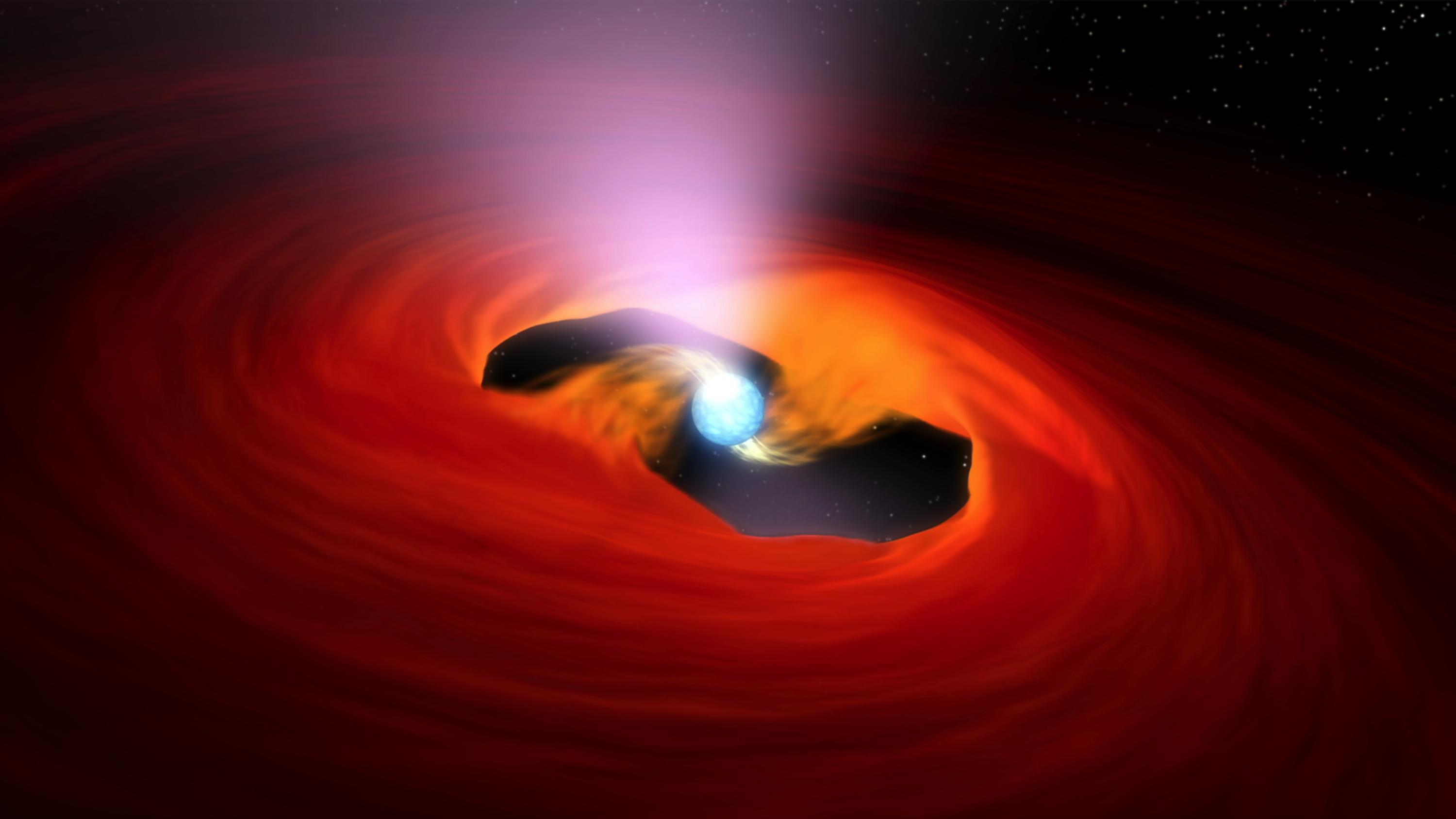
Simulación por ordenador de una estrella de neutrones con disco de acrecimiento y haces de radiación que emanan a lo largo de su eje magnético.

Las estrellas de neutrones —restos extremadamente densos de estrellas que han experimentado eventos de supernova— han aparecido en la ficción desde la década de 1960. Sus inmensos campos gravitatorios y las fuerzas de marea extremas resultantes son un punto de atención recurrente. Algunas obras representan las estrellas de neutrones como el hogar de exóticas formas de vida extraterrestre, mientras que otras se centran en la habitabilidad del sistema de planetas circundante. Las fusiones de estrellas de neutrones y su potencial para causar eventos de extinción masiva a distancias interestelares debido a las enormes cantidades de radiación liberadas también son un tema ocasional. El neutronio, la materia degenerada que forma las estrellas de neutrones, a menudo aparece como un material existente fuera de ellas en la ciencia ficción; en realidad, probablemente no sería estable.

## Antecedentes
Cuando una estrella se queda sin combustible disponible para la fusión nuclear en su núcleo, sufre un colapso gravitatorio porque ya no hay suficiente presión hacia afuera para contrarrestar la fuerza de gravedad hacia adentro. En el caso de estrellas con masas similares al Sol, esto produce un remanente estelar denso conocido como enana blanca, pero en el caso de estrellas más masivas, resulta en una explosión de supernova. La mayor parte de la masa de la estrella se expulsa en esta explosión, y el destino del núcleo remanente depende de su masa: las más masivas colapsan en un único punto conocido como singularidad y forman un agujero negro, mientras que las menos masivas forman estrellas de neutrones. En una estrella de neutrones, la fuerza de la gravedad ha comprimido los átomos hasta el punto en que el espacio entre los protones del núcleo y los electrones a su alrededor ha desaparecido, y se han fusionado para formar neutrones. La materia degenerada resultante, que consiste enteramente en neutrones muy próximos entre sí (neutronio), tiene una densidad del orden de billones de veces la de la materia ordinaria y millones de veces la de una enana blanca. A medida que la estrella se contrae a un tamaño mucho más pequeño, su velocidad de rotación aumenta como consecuencia de la conservación del momento angular; el período de rotación es inicialmente de entre una fracción de segundo y unos pocos segundos, y la velocidad disminuye a medida que la estrella de neutrones envejece. La combinación de la rápida rotación y el fuerte campo magnético de la estrella de neutrones produce una radiación electromagnética cuya dirección cambia rápidamente y cíclicamente de manera similar a la luz de un faro: estos objetos se conocen como púlsares.

## Efectos gravitacionales
Una estrella de neutrones tiene una masa comparable a la masa solar, pero un tamaño comparativamente pequeño, del orden de unos pocos kilómetros o millas, lo que da lugar a un campo gravitacional extremadamente fuerte. La gravedad superficial se convierte así en miles de millones de veces mayor que la de la Tierra, y es posible que los objetos se acerquen lo suficiente a su centro gravitacional como para que la fuerza de marea —la diferencia en la atracción de la gravedad experimentada por el extremo cercano y el lejano del objeto— pueda ser equivalente a muchos miles o millones de veces la gravedad de la Tierra. En la primera obra de ciencia ficción que describe una estrella de neutrones, el cuento de Larry Niven de 1966 «Estrella de neutrones», un viajero espacial se encuentra en peligro cuando la nave se acerca demasiado a una estrella de neutrones y las fuerzas de marea amenazan con destrozarla. El cuento de Arthur C. Clarke de 1970 «Marea de neutrones» gira en torno a la destrucción de una nave espacial por las fuerzas de marea de una estrella de neutrones. Además de ser un peligro, la extrema gravedad de las estrellas de neutrones se aprovecha para maniobras de asistencia gravitatoria en la novela de Gregory Benford de 1978, The Stars in Shroud, y para experimentos que implican distorsiones del tiempo en el episodio de 1988 de Star Trek: The Next Generation «Siempre tendremos París».

## Vida
Algunos autores han imaginado formas exóticas de vida que podrían habitar estrellas de neutrones. En la novela de Robert L. Forward de 1980, Dragon's Egg, y su secuela de 1985, Starquake, una especie alienígena vive en la superficie de una estrella de neutrones. Debido al ambiente extremo en términos de gravedad y temperatura, estas formas de vida son muy aplanadas y su biología y estructura se basan en interacciones de fuerza fuerte entre núcleos atómicos en lugar de las interacciones electromagnéticas entre átomos enteros de la química cotidiana; como resultado, los procesos bioquímicos ocurren en marcos de tiempo mucho más cortos y la civilización evoluciona muy rápidamente. De manera similar, la novela Flux de Stephen Baxter de 1993 describe una especie microscópica que vive dentro de una estrella de neutrones. Tanto en Starquake como en Flux, las formas de vida estelares se ven amenazadas por los terremotos estelares y los fallos resultantes, alteraciones en la velocidad de rotación de la estrella de neutrones.
Otros trabajos consideran la habitabilidad de los sistemas de estrellas de neutrones en lugar de las estrellas de neutrones en sí mismas; como la formación de estrellas de neutrones es un subproducto de los eventos de supernova, cualquier vida que haya existido en el sistema antes de ese punto tendría muy pocas probabilidades de sobrevivir, y la vida necesitaría evolucionar de nuevo o llegar de otro lugar después. La novela de Niven de 1984, The Integral Trees, y su secuela de 1987, The Smoke Ring, se desarrollan alrededor de una estrella de neutrones en un toro de gas formado a partir de un gigante gaseoso parcialmente destruido, donde existe un ecosistema diverso en caída libre perpetua. Un ser de energía vive en una nebulosa alrededor de una estrella de neutrones en el episodio de Star Trek: La Nueva Generación de 1992 «Amigo imaginario». En el cuento de Baxter de 2006, «Ghost Wars», un planeta en órbita alrededor de la estrella estrella binaria compañera de una estrella de neutrones está habitado, pero como la estrella compañera está en proceso de ser consumida por la estrella de neutrones, no puede permanecer así por mucho tiempo.

## Fusiones

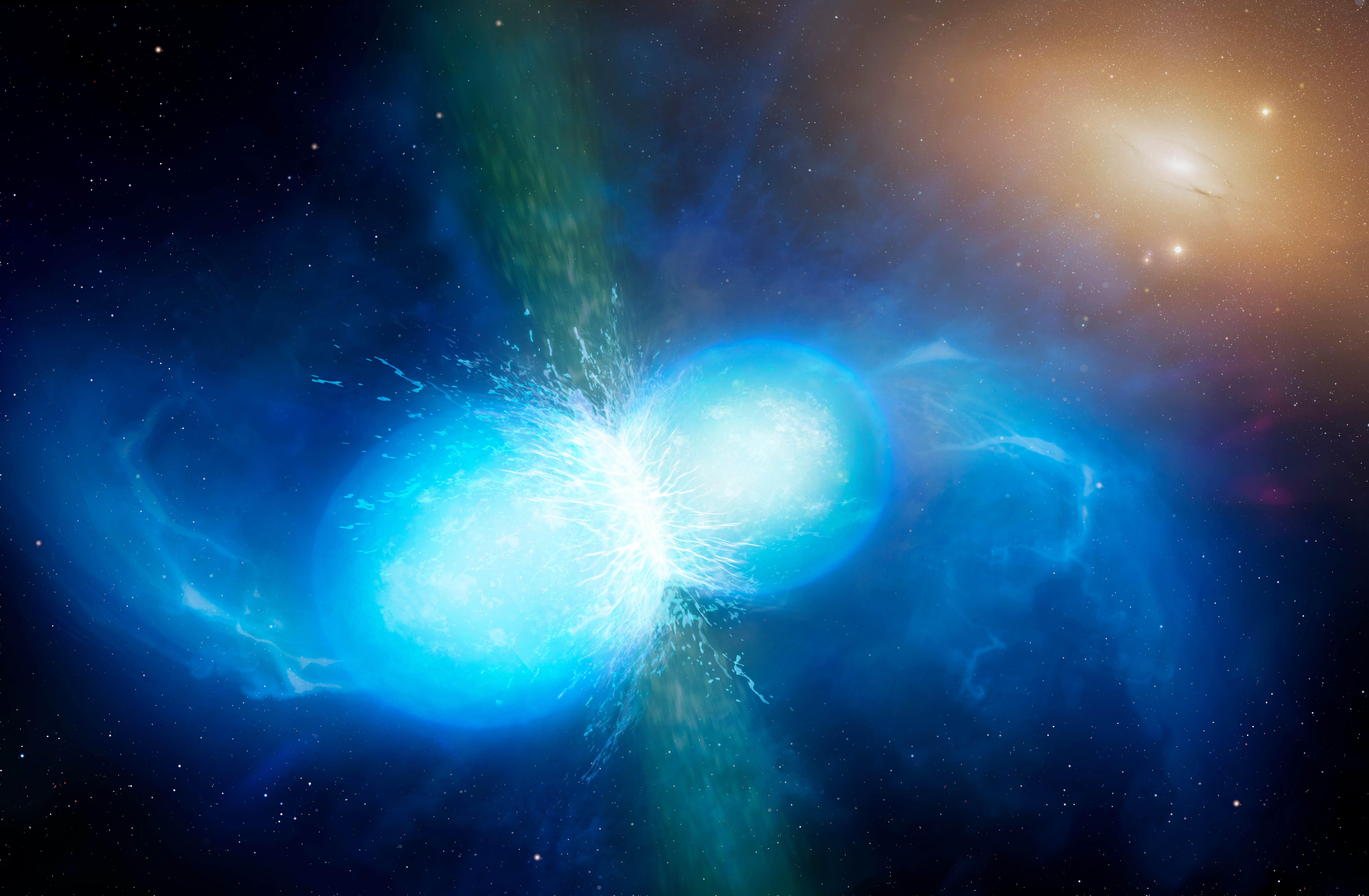
Impresión artística de una fusión de estrellas de neutrones.

Las fusiones de estrellas de neutrones liberan enormes cantidades de radiación que podrían causar eventos de extinción a distancias interestelares. En la novela de Greg Egan de 1997, Diáspora, donde la mayor parte de la humanidad de un futuro lejano ha adoptado el posthumanismo y ha cargado sus mentes en computadoras, el resto desaparece cuando la radiación de tal evento golpea la Tierra. Además de las representaciones de las consecuencias, la novela de Baxter de 2000, Manifold: Space (alias Space: Manifold 2), describe la construcción de inmensos escudos de radiación para servir como protección, y la serie de televisión Threshold de 2005-2006 retrata el período previo a la destrucción anticipada de la Tierra por la onda expansiva de una fusión de estrellas de neutrones. El proceso opuesto de una estrella de neutrones que es interrumpida por una compañera binaria aparece en la novela de Eric Kotani de 1999, Muerte de una estrella de neutrones. En la historia, los observadores se preocupan de que la pérdida de masa pueda provocar que el proceso de formación de neutrones ocurra en sentido inverso, liberando rápidamente cantidades de energía potencialmente calamitosas.

## Neutronio
El neutronio que forma las estrellas de neutrones fue considerado por primera vez como una sustancia en la década de 1920, antes de que se confirmara que el propio neutrón era una partícula subatómica real. Aparece con frecuencia en la ciencia ficción como un material que existe fuera de las estrellas de neutrones, aunque la astrofísica Elizabeth Stanway escribe que lo más probable es que no sea estable fuera de esas condiciones gravitacionales extremas. En el cuento de Niven de 1968 «Hay una marea», un trozo de neutronio de tres metros de largo destruye la nave espacial de unos carroñeros que lo confunden con un artefacto valioso a través de sus efectos gravitacionales. En el cuento de Robert Silverberg de 1987 «The Iron Star», una misión para extraer neutronio de una estrella de neutrones conduce a un primer encuentro con una especie alienígena en las proximidades de la estrella. En la novela El alquimista del neutronio de Peter F. Hamilton de 1997, el neutronio se sintetiza y se convierte en arma.

## Lectura adicional
- Fraknoi, Andrew (Enero de 2024). «Science Fiction Stories with Good Astronomy & Physics: A Topical Index» (PDF). Astronomical Society of the Pacific. p. 13. Archivado desde el original el 10 de febrero de 2024. Consultado el 1 de julio de 2024.

- Datos: Q127038753